# FNC Entertainment
FNC ENTERTAINMENT (Эф-эн-си энтертейнмент; «FNC» аббревиатура от «fish and cake») — южнокорейская развлекательная компания, основанная в 2006 году южнокорейским певцом и продюсером Хан Сон Хо . Лейбл работает как звукозаписывающий лейбл, агентство талантов, музыкальная продюсерская компания, компания по организации мероприятий и организации концертов, а также музыкальное издательство. Лейбл, ранее известный как FNC Music, управлял только музыкантами, а позже изменил свое название на FNC Entertainment в 2012 году и начал расширять сферу своего бизнеса в сфере развлечений. С января 2012 года он базируется в собственном офисе компании в Чхондам-дон.
Лейбл является домом для выдающихся исполнителей K-pop, таких как F.T. Island, CNBLUE, AOA, N.Flying, SF9, Cherry Bullet, P1Harmony. Он также управляет рядом артистов, включая Ю Джэ Сока, Чон Хён дон, Ли Кук Чжу и Ли Се Ён.
Компанию основал в июле 2006 года Хан Сон Хо — певец, подавшийся в продюсеры. Сначала компания называлась FNC Music, но в 2012 году Хан Сон Хо перевёл её на новый уровень, переименовав в FNC Entertainment и начав расширять её сферу деятельности в области развлечений. Тогда, в январе 2012 года, Хан Сон Хо взял заём и перенёс офис компании в собственное четырёхэтажное здание в районе Чхондам на юге Сеула. В том же районе находятся офисы SM Entertainment, JYP Entertainment и Cube Entertainment, заставляя иностранных туристов стекаться туда в рамках туров по местам Корейской волны.
В феврале 2021 года FNC создали два новых саб-лейбла. Первый лейбл, FNC B, является совместным предприятием FNC Entertainment и HOW Entertainment, которое специализируется на музыке Трот. Второй лейбл, FNC W, специализируется на менеджменте своих женских групп.

## Артисты

#### Группы
- FTISLAND
- CNBLUE
- AOA
- N.Flying
- SF9
- P1Harmony

| - Ли Хон Ки (F.T. Island) - Чон Ён Хва (CNBLUE) - J.Don (N.Flying) | - F.T. Triple - AOA Black - AOA Cream - Romantic J - Two Song Place - JNJ |

#### FNC W
- Cherry Bullet

### FNC Entertainment Japan
- Prikil

## Бывшие артисты

### Звукозаписывающие исполнители
- M Signal
- F.T. Island
  - О Вон Бин (2007—2009)
  - Чхве Чжон Хун (2007—2019)
  - Сон Сын Хён (2009—2019)
- Джуниэль (2011—2016)[a]
- AOA
  - Пак Чо А (2012—2017)[b]
  - Квон Мина (2012—2019)[c]
  - Син Чжи Мин (2012—2020)[d]
  - Со Юна (2012—2021)
  - AOA Black
    - Со Ю Кён (2012—2016)
- N.Flying
  - Квон Кван Чжин (2013—2018)[e]
- Honeyst (2017—2019)
- Cherry Bullet
  - Мирэ (2019)
  - Кокоро (2019)
  - ЛинЛин (2019)
- CNBLUE
  - Ли Чжон Хён (2009—2019)

## Дискография
См. статью «FNC Entertainment discography» в англ. разделе.

## Фильмография
- Thank You, My Son (KBS 2TV, 2015)
- Who Are You: School 2015 (KBS 2TV, 2015)
- Click Your Heart (MBC every1/Naver, 2016)
- Becky’s Back] (KBS 2TV, 2016)
- Band of Sisters (SBS, 2017)
- My Only Love Song (Naver TV/Netflix, 2017)
- Sweet Enemy (SBS serial, 2017)
- Lingerie Girls’ Generation (KBS 2TV, 2017, совместно Signal Entertainment Group)
- Dog and Witch and Me (2018)

## Дочерние компании
- FNC Academy
- SM Life Design Group (ранее FNC Add Culture, приобретенная в 2016 году; в 2018 году приобретена SM Entertainment)
  - Film Boutique (приобретен в 2017 году, в 2019 году приобретен HB Entertainment HB Entertainment)[2]
  - Genie Pictures (приобретена в 2018 году)[3]
- FNC Entertainment Japan
- FNC Global Training Center
- Love FNC Foundation (официальное подразделение CSR)
- FNC B
- FNC W

### Комментарии
1. ↑  Джуниэль покинула компанию через пять лет, чтобы подписать контракты с разными независимыми лейблами.
2. ↑  Чоа покинула группу и агентство из-за психической депрессии, но позже вернулась через три года, и сейчас она находится под Great M
3. ↑  Мина покинула группу и агентство, чтобы продолжить в первую очередь актерскую карьеру
4. ↑  Чжимин покинула группу из-за скандала с издевательствами над бывшей одногруппницей
5. ↑  Kwon Kwang-jin went on a hiatus due to the sexual controversies, he left the band pernamently